# Lesław Kąpa
Lesław Kąpa (ur. 10 lipca 1989 w Zabrzu) – polski piłkarz ręczny, występujący na pozycji rozgrywającego.

## Życiorys
Syn Marka. Wychowanek MOSiR (Powenu) Zabrze. W 2004 roku wraz z zabrzańskim klubem zdobył brązowy medal mistrzostw Polski młodzików, w 2006 roku zdobył wicemistrzostwo kraju w kategorii juniorów młodszych, zaś w 2008 roku został mistrzem Polski juniorów starszych. 16 marca 2007 roku zadebiutował w I lidze w wygranym 20:19 spotkaniu z Vive II Kielce. W sezonie 2008/2009 z zabrzańskim klubem awansował do Superligi. W tej klasie rozgrywkowej zadebiutował 19 września w przegranym 15:21 spotkaniu z Vive Kielce. Ogółem w sezonie 2009/2010 rozegrał 18 meczów w Superlidze, w których rzucił 19 bramek, a jego zespół spadł wówczas z ligi. Na początku 2011 roku został wypożyczony do MTS Chrzanów. Następnie był zawodnikiem Viretu Zawiercie. W latach 2014–2018 reprezentował barwy ASPR Zawadzkie, zdobywając dla tego klubu 260 bramek.